# Чёрное море (картина Айвазовского)
«Чёрное море» («На Чёрном море начинает разыгрываться буря») — картина Ивана Айвазовского, написанная в 1881 году.
На картине написано штормящее Чёрное море. Вдали еле просматривается корабль. Картине присущи только тёмные краски. Некоторыми критиками картина оценивается как «высшее реалистическое достижение И. К. Айвазовского, где с огромной эпической силой раскрывается беспредельная ширь морских пространств».